# Trentepohlia luteola
Trentepohlia luteola är en tvåvingeart som beskrevs av Alexander 1956. Trentepohlia luteola ingår i släktet Trentepohlia och familjen småharkrankar.
Artens utbredningsområde är Uganda. Inga underarter finns listade i Catalogue of Life.